# Elaphomyces reticulatus
Elaphomyces reticulatus är en svampart som tillhör divisionen sporsäcksvampar, och som beskrevs av Carlo Vittadini. Elaphomyces reticulatus ingår i släktet Elaphomyces, och familjen hjorttryfflar. Arten är reproducerande i Sverige.